# シャンソン・ルネッサンス
シャンソン・ルネッサンス
Associacion Franco - Japonaise de la Chanson が提唱する、日本に於ける新しいシャンソン紹介・普及活動の名称。当初、フランス側から"ルネッサンスは一度死んで蘇る意味なので"と異論が唱えられた。しかし、日本に於いては○○ルネッサンスというネーミングが一般的になされていることの理解が深まり、現在は「フランス語圏協会」「フランス・シャンソン芸術協会」等の組織や、シャルル・アズナヴール、ミッシェル・フューガン、フランソワ・ベルンハイム等フランスのビッグ・アーティストもバックアップする運動として認知されるようになった。
<シャンソン・ルネッサンス>によって、日本に紹介された若い歌手（例：パトリシア・カース、エレーヌ・セガラ、ナターシャ・サンピエール、ベナバール、メリッサ・マルス等）や、フランスでは人気が高くても日本未紹介だった歌手（例：パトリック・ブリュエル、
ララ・ファビアン、マリー・ラザロ等）も数多い。
ビッグスターの最新曲は、殆ど<シャンソン・ルネッサンス>の活動で紹介され、
法定訳詞として認められ、日本語詞も、この活動に加わっている歌手たちによって歌唱されるものが多い。

## ＜シャンソン・ルネッサンスによって、日本に紹介された主な歌手と楽曲＞
| アーティスト               | 楽 曲                                                                    |
| -------------------------- | ------------------------------------------------------------------------ |
| パトリシア・カース         | ホテル・ノルマンディー、愛しのジョジョ                                   |
| パトリック・ブリュエル     | デカーレ、幻の恋、人生・我が友、悦楽のカフェにて、偽り・そして告白       |
| マリー・ラザロ             | 愛の響き〜人生はアズナヴールの歌と共に〜、忘れ得ぬ面影、ジュ・シャントゥ |
| エレーヌ・セガラ           | 届かぬ想い、女の生き方                                                   |
| フランソワ・フェルドマン   | プチ・フランク                                                           |
| ミレーヌ・ファルメール     | 告白                                                                     |
| ジェラール・ベルリネール   | ルイーズ                                                                 |
| メリッサ・マルス           | あなたのページ                                                           |
| フレデリック・フランソワ   | チキータ                                                                 |
| ヴェルムーラン             | ノスタルジック、プチ・ペペ、朝の終着駅                                   |
| ヴェロニク・ペステル       | とまどい、声なき歌                                                       |
| ナターシャ・サン・ピエール | 思い出を消せるなら                                                       |
| ベナバール                 | 定年退職祝賀会                                                           |
| ジルベール・ラファイエ     | 声なき歌                                                                 |
| ジョルジュ・シャトラン     | 愛し児へ、歓びに包まれて                                                 |
| リンダ・ルメイ             | シャルルを讃えて                                                         |
| ノラ・アルネゼデール       | パリに恋して、ときめきを私に、ダンスホールに埋めて                       |
| ヴィクター・ラズロ         | 愛の淵                                                                   |

## ＜シャンソン・ルネッサンスによって、日本に紹介された主なベテラン歌手の楽曲＞
| 歌 手                            | 楽 曲 |
| -------------------------------- | --- |
| シャルル・アズナヴール           | 青春という宝、美しき絆、恋は一日のように、ジュ・ヴォヤージュ、不滅のアーティスト、燃える想い＝愛の日々、不滅のアーティスト、燃える想い＝愛の日々                                                                   |
| ミッシェル・フューガン           | ブラボー！ムッシュルモンド（愛知万博グローバル・イメージソング）、アンコール（愛・地球博公式コンピレーション曲）、愛〜かけがえのない道〜、太陽の誘惑、シャントゥ、愛の砦、歌の生まれる時、空しいつぶやき、追憶の街 |
| セルジュ・ラマ                   | 病の果てに（灰色の道）、孤独の島、赤い風船、誇り高き人生の灯 |
| ミッシェル・サルドー             | 自由への旅立ち、ジュ・ベ・テメ |
| ジャクリーヌ・ダノ               | モネの庭（クロード・モネ財団"モネの絵"公式イメージソング）、シャルロットのクリスマス、アリガトウ・サヨナラ（ラスト・リサイタル）、あなたなしで                                                                     |
| エリンコ・マシアス               | 幸せへの言葉〜嫁ぐお前に〜、希望の神よ、君への想いやり、愛を歌に託して |
| モーリス・ファノン               | スカーフ、ヒロシマ、若者よ歌え、マルティーヌ、SOSマリー |
| アリス・ドナ                     | やさしさ |
| リーヌ・ルノー                   | 5月22日のシャルルの為に |
| シルヴィ・ヴァルタン             | 思い出のマリッツア、ニコラ |
| ララ・ファビアン                 | ジュ・テーム |
| ヴェロニク・サンソン             | 私の訣別 |
| 「ノートル・ダム・ド・パリ」より | 大聖堂の時代、美しい人よ、私の家・それは貴方の家 |

## ＜シャンソン・ルネッサンスを展開する主な歌手＞
| 歌 手 | プロフィール |
| --- | --- |
| 浜﨑久美子 | 最も多く、新しいシャンソンを紹介している若手No.1のシャントゥーズ。 シャルル・アズナヴールがバックアップする唯一の日本人歌手としてフランスの歌手たちの間で最も知名度が高く、フランスでKUMIKOと言えばハマサキクミコのことを指すという。2ndCD「愛〜かけがえのない道〜」は全曲シャンソン・ルネッサンス最新曲で、フランスのFMラジオでもON AIR。収録中の3rd CD「シャルルを讃えて」も全曲日本創唱曲。 フランスのテレビでE.ピアフ、C.アズナヴールと並んで歌声が放映された。                                               |
| 岡山加代子 | モネ財団公式イメージソング「モネの庭」の日本語歌唱者に選ばれ、フランスでも話題。 2ndCD「プチ・フランク」でパトリック・ブリュエル、フランソワ・フェルドマン等を日本に紹介。 またシャルル・アズナヴールの新曲「ジュ・ヴォヤージュ」をプレゼントしたことが日仏両国で話題となった。 |
| 橋本奈央子 | "アズナブールがKUMIKOなら、俺はNAOKO"とばかり、楽曲を提供し、パトリシア・カースの作曲家＝フランソワ・ベルンハイムが2ndCD「あなたのページ」にメッセージを寄せたことに加え、史上初の日仏インターネット・レコーディングがフランスでも話題となっている。（パスカル・オビスポがプロディースし全仏5位のチャート記録を持つメリッサ・マルスがフランスのスタジオで、橋本奈央子が日本のスタジオでデュエット録音） |
| 青山桂子 | フランス・シャンソン芸術協会のカトリーヌ・アトラニが"日本語で歌うシャンソンのバイブル"と絶賛したフランス人が評価するシャルル歌唱法のスペシャリスト。 3rdCD「ジュテーム」はララ・ファビアン、パトリック・ブリュエル等のビッグ・スターとマリー・ラザロ、リーヌ・ルノー等のベテラン歌手の最新曲を収録紹介。 2007年10月France 2でAZNAVOUR:L'AUTRE VISAGEが制作された際、アズナヴールのかわりに「ラ・ボエーム」を日本語で歌って話題となった                                                                            |
| 狩人 | ミッシェル・フューガンの「ブラボー！ムッシュ・ルモンド」をCD収録 |
| 瀬間千恵 | モーリス・ファノンの「ヒロシマ」を補作詞し、CD収録 |
| 堀内 環 | シャルル・アズナヴールの反戦歌「美しき絆」をCD収録 |
| 菅原洋一 | エリンコ・マシアスの「幸せへの言葉〜嫁ぐお前に〜」を松本幸枝とのデュエットでCD収録 |
| 松本幸枝 | パトリシア・カースを日本に紹介。 「ホテル・ノルマンディ」「愛しのジョジョ」は彼女の歌う日本語訳詞が法定訳詞として認められている。 パリのスタジオ・アコースティで録音した1stCDにはレーモン・ルフェーブル楽団のピアニスト＝エルベ・セランも加わっている。 菅原洋一とデュエット録音した「幸せへの言葉〜嫁ぐお前に〜」はウェディング・ソングとしてヒット曲となっている |
| 宮入公子 | 1stCD「人々は過ぎ行く」にパトリック・ブリュエルの「デ・カーレ」、ミッシェル・フューガンの「ブラボー！ムッシュ・ルモンド」を収録。現在、ララ・ファビアン、パトリック・ブリュエル、マリー・ラザロ等の新曲を意欲的に歌っている。2ndCD「夜明けのタバコ」収録の「孤独の島」「ゲッティンゲン」は法定訳詞となった |
| 真路まなみ | 2ndCD「シャンソン」にララ・ファビアンの「ジュ・テーム」を収録。パトリック・ブリュエル、マリー・ラザロ等の新曲も歌う。 |
| 黒川泰子 | シャンソン歌手でメジャー・デビューした話題のシンガー。アリス・ドナの「やさしさ」ミッシェル・フューガンの「太陽の誘惑」「アンコール」、エレーヌ・セガラの「届かぬ想い」等多くのシャンソン・ルネッサンス曲をレパートリーに持つ。 |
| 菅原佐知 | TV「おしん」映画「大奥物語」等で活躍した女優としてのメソッド・アプローチで、表現力豊かにシャンソン・ルネッサンス曲を紹介。モーリス・ファノンの「ヒロシマ」ララ・ファビアン「ジュ・テーム」はじめドラマ性のある曲を得意とする。 |
| 森岡怜子 | タカラジェンヌ宝塚月組「綾乃にしき」として活躍後、シャンソン歌手に転向。ミッシェル・フューガンの「愛〜かけがえのない道〜」マリー・ラザロの「忘れ得ぬ面影」アリス・ドナの「やさしさ」等、全く違ったタイプのシャンソン・ルネッサンス曲と意欲的に取り組んでいる。2ndCD「手紙」にはララ・ファビアンやヴェルムーランの楽曲を収録 |
| 清水美帆 | フランス・シャンソン芸術協会発行ディプロム（歌唱免許状）第1号取得歌手。 ララ・ファビアン「ジュ・テーム」、ノラ・アルネゼデール「パリに恋して」、ミッシェル・フューガン「アンコール」「愛〜かけがえのない道〜」「太陽の誘惑」「歌の生まれる時」、マリー・ラザロ「忘れ得ぬ面影」、パトリシア・カース「ホテル・ノルマンディ」、ヴェルムーラン「ノスタルジック」等、多くのシャンソン・ルネッサンス曲をレパートリーに持つ。第1回なにわシャンソン・コンクール・グランプリ受賞曲「病の果てに」もシャンソン・ルネッサン曲 |
| その他、甲斐和代（宮崎在住）、日高摩梨（広島在住）、RIO＜如月怜生＞・黒木美亜（東京在住）、薔薇美子（金沢在住）、山口紀子（岡崎在住）、中村愛紀・立原有香理・華愛ミノリ・Nami・五十嵐悠紀・小川京子・小塚猛仁（名古屋在住）、岩城康子（春日井在住）、岩井映園子（岐阜在住）、白羽幸代（東浦在住）、岡田雅代（津島在住）、波多野まき（京都在住）、大石ナオミ・NAOMI・中嶋芽弓（浜松在住）、森田はるみ・竹田尚子（熊本在住）、岡田みどり（高槻在住）等全国に数多くのシャンソン・ルネッサンス歌手がいる。 | |